# Малый Спасоглинищевский переулок
Ма́лый Спасоглини́щевский переулок — небольшая улица в центре Москвы в Басманном районе между Лубянским проездом и Большим Спасоглинищевским переулком.

## Происхождение названия
Название XVIII века дано по церкви Спаса Преображения «в Глинищах», которая впервые упоминается в 1460 году (не сохранилась).

## Описание
Малый Спасоглинищевский переулок начинается от Лубянского проезда и проходит на восток параллельно Маросейке до Большого Спасоглинищевского переулка.

## Здания и сооружения
По нечётной стороне:
- № 1/6 — Доходный дом А. К. Расторовой (1912, архитектор М. Д. Челищев)
- № 3 — Доходный дом Г. Б. Келлер (1872, 1913, архитектор М. Черкасов; перестроено в 1983 году)[1], ныне — Правительство Московской области, приемная по личным вопросам ;
- № 3/1 —
- № 3, строение 1 — ГУП Развития Московского региона;